# Габитов, Илдар Исмагилович
Илда́р Исмаги́лович Габи́тов (баш. Илдар Исмәғил улы Ғәбитов; род. 22 декабря 1963, Белорецк, Башкирская АССР) — российский учёный, общественный деятель, организатор подготовки кадров в системе высшего образования, руководитель научной школы и разработчик нового научного направления в области технического сервиса автотракторной техники. Доктор технических наук (2001), профессор (2003), ректор Башкирского государственного аграрного университета (с 2008). Заслуженный деятель науки Республики Башкортостан (2006). С 2008 года депутат Государственного Собрания — Курултая Республики Башкортостан 4-го и 5-го созывов. Член партии «Единая Россия».

## Биография
1981—1986: студент факультета механизации сельского хозяйства Башкирского сельскохозяйственного института (БСХИ);
1986—1988: освобождённый секретарь комитета ВЛКСМ БСХИ;
1989—1996: аспирант ассистент, ст. преподаватель, доцент, заведующий кафедрой тракторов и автомобилей БГАУ (2000—2005 г.);
1996—1999: проректор по научной работе;
2005—2008: проректор по учебной работе, первый проректор-проректор по учебной работе.
2008: избран ректором Башкирского государственного аграрного университета (ФГБОУ ВО Башкирский ГАУ).

## Вклад в развитие вуза
За период с 2008 года университет значительно упрочил ведущие позиции в рейтинге профильных российских вузов. С 2016 г. подтверждает высокий уровень подготовки в Башкирском государственном аграрном университете и входит в число 10-ти лидирующих аграрных вузов из 54, подведомственных Минсельхозу Российской Федерации. По аграрным направлениям подготовки обучается более 72 % студентов. Особое внимание уделяется научно-исследовательской и внедренческой работам. Ежегодно университет является соорганизатором «Дня поля», реализуются программы выведения новых сортов растений, адаптированных к условиям Республики Башкортостан. Существенно улучшились показатели использования и развития имущественного комплекса. Построен и введен в эксплуатацию физкультурно-оздоровительный комплекс, создано и модернизировано более 200 учебно-научных лабораторий, укомплектованных современным оборудованием, полностью обновлен Дворец Молодежи, выполнен капитальный ремонт учебных корпусов и общежитий.
За этот период уделялось большое внимание международному сотрудничеству и повышению квалификации профессорско-преподавательского состава. Все ведущие преподаватели университета прошли краткосрочную стажировку в профильных научно-образовательных организациях и ведущих предприятиях Германии, Голландии, Австрии, Италии, Дании, Канады, США, Израиля, Турции и др.
Университет принимает деятельное участие в подготовке и проведении мероприятий международного, российского и республиканского уровня: саммитов ШОС и БРИКС в Уфе (2015); , в организации на своей базе Всероссийских студенческих Универсиад, Всероссийской спартакиады «Здоровье» среди профессорско-преподавательского состава и сотрудников вузов Минсельхоза России (2009, 2011 и 2017 гг.) и др.
И. И. Габитов ведет большую работу по нравственному воспитанию и формированию у обучающихся здорового образа жизни, выступает инициатором и активным участником спортивных и культурных мероприятий. Организатор возрождения движения студенческих специализированных отрядов с 2007 года в Башкирском ГАУ: ежегодно более 1500 студентов работают в составе зонального ССО «Колос». Все студенты вуза обеспечиваются жильём в благоустроенных студенческих общежитиях. Семидесяти работникам университета в 2008—2009 годах представлены безвозмездно земельные участки под коттеджное строительство, в 2017 году в университете введен в эксплуатацию первый жилищно-строительный кооператив «Агромир» на 60 участков из числа ППС вуза.

## Деятельность учёного, практика и педагога
Руководит научной школой «Технологии и средства технического сервиса автомобилей, тракторов и мобильной сельскохозяйственной техники». Под его руководством создано новое научное направление по разработке электронных средств диагностирования и технического обслуживания топливной аппаратуры, технологий технического сервиса современных отечественных и импортных сельскохозяйственных тракторов и комбайнов. направления дальнейших исследований связаны с применением цифровых технологий в ТО и ремонте, а также реализацией инновационных машинных технологий в растениеводстве с использованием собственных разработок и отечественного программного обеспечения. Научно-технические разработки и методики широко апробированы и внедрены в предприятиях системы АПК Российской Федерации.
Является председателем диссертационного совета ДМ220.003.04 при ФГБОУ ВО Башкирский ГАУ по защите диссертаций на соискание ученой степени доктора и кандидата технических наук по специальностям 05.20.01 Технологии и средства механизации сельского хозяйства и 05.20.03 Технологии и средства технического обслуживания в сельском хозяйстве. Подготовил доктора наук, двенадцать кандидатов технических наук. Главный редактор научного журнала «Вестник Башкирского государственного аграрного университета».

## Санкции
6 марта 2022 года после вторжения России на Украину подписал письмо в поддержу российской агрессии. С 9 июня 2022 года находится под персональными санкциями Украины за поддержку войны. Также был внесён ФБК в список коррупционеров и разжигателей войны за поддержку нападения на Украину, 16 марта 2022 года форумом свободной России внесён в санкционный «Список Путина» с предложением введения против него международных санкций.

## Государственная и общественная деятельность
Ведет большую общественную работу. Председатель совета ректоров вузов Минсельхоза РФ Приволжского федерального округа. Являлся депутатом Государственного Собрания — Курултай Республики Башкортостан 4 и 5 созывов; входит в состав Комиссии по Государственным премиям в области науки и техники Правительства Республики Башкортостан и др. Заслуженный деятель науки Республики Башкортостан (2006 г.), награждён почетными грамотами Министерства образования и науки Российской Федерации, Министерств сельского хозяйства Российской Федерации и Республики Башкортостан, ЦК ВЛКСМ и Башкирского ОК ВЛКСМ.

## Наиболее известные научные работы
Количество публикаций в WoS и Scopus −24, патентов и свидетельств — 29, публикаций в РИНЦ — 194
1. Марков, В. А. Токсичность отработавших газов дизелей: монография [Текст] / В. А. Марков, Р. М. Баширов, И. И. Габитов. М.: Изд-во МГТУ им. Н. Э. Баумана. 2-е издание, перераб. и доп. 2002. 376 с.
2. Габитов, И. И. Техническое обслуживание и диагностика топливной аппаратуры автотракторных дизелей: учебное пособие с грифом УМО для студентов вузов [Текст] / И. И. Габитов, Л. В. Грехов, А. В. Неговора. М.:Легион-Автодата, 2008. 248 с.
3. Габитов, И. И. Конструкция, расчет и технический сервис топливоподающих систем дизелей: учебное пособие с грифом УМО для студентов вузов. [Текст] / И. И. Габитов, Л. В. Грехов, А. В. Неговора. М.: Легион-Автодата, 2013. 292с.
4. Габитов, И. И. Система машин и оборудования для реализации инновационных технологий в растениеводстве и животноводстве Республики Башкортостан [Текст] / И. И. Габитов, С. Г. Мударисов, Р. Р. Исмагилов, З. С. Рахимов, М. М. Ямалетдинов и др. // МСХ Российской Федерации, МСХ Республики Башкортостан, Башкирский ГАУ, Национальная Академия Наук Беларуси, Научно-практический Центр Национальной Академии Наук Беларуси по механизации сельского хозяйства. Уфа, 2014. 327 с.
5. Габитов, И. И. Диагностика и техническое обслуживание машин: учебник для студенческих учреждений высшего образовани [Текст] / И. И. Габитов, А. Д. Ананьин, В. М. Михлин, А. В. Неговора, А. С. Иванов. М. Издательский центр «Академия», 2015. 416 с.

## Признание
- 2005 — Почётная грамота Министерства сельского хозяйства Российской Федерации;
- 2006 — Заслуженный деятель науки Республики Башкортостан;
- 2012, 2015 — Благодарность Министерства сельского хозяйства Российской Федерации;
- 2015 — Почётный знак Государственного Собрания — Курултай Республики Башкортостан «За особый вклад в развитие законодательства Республики Башкортостан»;
- 2016 — Почётная грамота Министерства образования и науки Российской Федерации